# Umrechnungstabelle
Umrechnungstabellen sind tabellierte Hilfsmittel zum Vergleichen derselben Größe in unterschiedlichen Einheiten oder von verschiedenen Größen.
Der einfachste Fall solcher Umrechnungstabellen bezieht sich auf Größenordnungsfaktoren (Dezimal-Präfixe wie Kilo-, Mega-, Milli- ...), siehe den Artikel Vorsätze für Maßeinheiten. 
Beispiele von Umrechnungsfaktoren und -tabellen für die Angabe eines Größenwerts in verschiedenen Einheiten finden sich in den Listen der entsprechenden Maßeinheit. Exemplarisch sei hier genannt: 
- Umrechnungstabelle zwischen Krafteinheiten oder zwischen Druckeinheiten;
- Angloamerikanisches Maßsystem;
- Burmesisches Maßsystem;
- Verschiedene GCS-Einheitensysteme;

Umrechnungstabellen können auch dazu dienen, Größen in anderen Größen umzurechnen (Äquivalenztabellen), etwa:
- Heizwerttabellen: Umrechnung Heizbedarf in Heizmittelbedarf, je nach Brennstoff in Volumen oder Gewicht (siehe auch Heizöläquivalent);
- Kleidergröße, Schuhgröße: Umrechnungstabellen zwischen verschiedenen Handelsskalen oder in Zentimetermaße;
- Durchschnittlicher Blutzuckerwert, berechnet aus dem gemessenen Glykohämoglobin-Wert;

Der Begriff ist nicht auf physikalische Größen eingeschränkt, Umrechnungstabellen gibt es etwa auch für statistische, wirtschaftliche oder soziologische Größen. Beispiele:
- Wechselkurse der Währungen (Goldstandard);
- Umrechnung zwischen verschiedenen Notensystemen;
- Umrechnung eines bestimmten Datums in einen anderen Kalender, beispielsweise in die japanische Zeitrechnung;
- Wenn zur Verschlüsselung von Nachrichten Textzeichen gemäß einem festen Schema miteinander vertauscht werden, dann wird das ebenfalls bisweilen als Umrechnungstabelle bezeichnet, siehe etwa Enigma;

Im physikalisch-technischen Bereichen war es üblich, facheinschlägige Umrechnungstabellen als Anhang zu den Standardwerken zu publizieren – altertümlich sprach man von Verwandlungstafel oder Reduktionstabelle (geschrieben Reductionstabelle). Diese, wie auch die klassischen mathematischen Umrechnungstabellen etwa von Grad in Bogenmaß oder Logarithmentabellen (Umrechnung Mantisse zu Logarithmus), haben seit der Erfindung des Taschenrechners, und im Besonderen in der Informatik weitgehend die Bedeutung verloren. Dazu gibt es heute spezialisierte (Um-)Rechner, als Anwendungsprogramm wie auch als Online-Rechner für vielfältigste Zwecke.
Eine besondere Bauform für Umrechnungstabellen bildet die Volvelle, eine Vorrichtung mit drehbaren Scheiben oder Zeigern (wie etwa die Parkscheibe).